# U-Bahn-Station Rennbahnweg
Die Station Rennbahnweg der Wiener U-Bahn-Linie U1 im 22. Wiener Gemeindebezirk Donaustadt wurde in Hochlage errichtet. Sie befindet sich parallel zur Wagramer Straße auf der Höhe Rennbahnweg. Der für die Station namensgebende Rennbahnweg wurde 1928 nach der einst an dieser Stelle bestehenden Aushilfsrennbahn des Wiener Trabrennvereins benannt.
Eröffnet wurde die Station am 2. September 2006 mit der Inbetriebnahme des Teilstücks der U1 zwischen den Stationen Kagran und Leopoldau. Vom Mittelbahnsteig gelangt man mittels Aufzügen und festen Stiegen zum Kreuzungsbereich Wagramer Straße / Rennbahnweg bzw. zur Wohnhausanlage Rennbahnweg.
Es bestehen Umsteigemöglichkeiten zu den Buslinien 25A in Richtung Süßenbrunn und 27A in Richtung Kagran bzw. Erzherzog-Karl-Straße (Stadlau) sowie zu Regionalbuslinien ins Weinviertel. Östlich der Station befinden sich die Trabrenngründe, ein Gemeindebau mit über 2.400 Wohneinheiten und rund 7.000 Bewohnern.

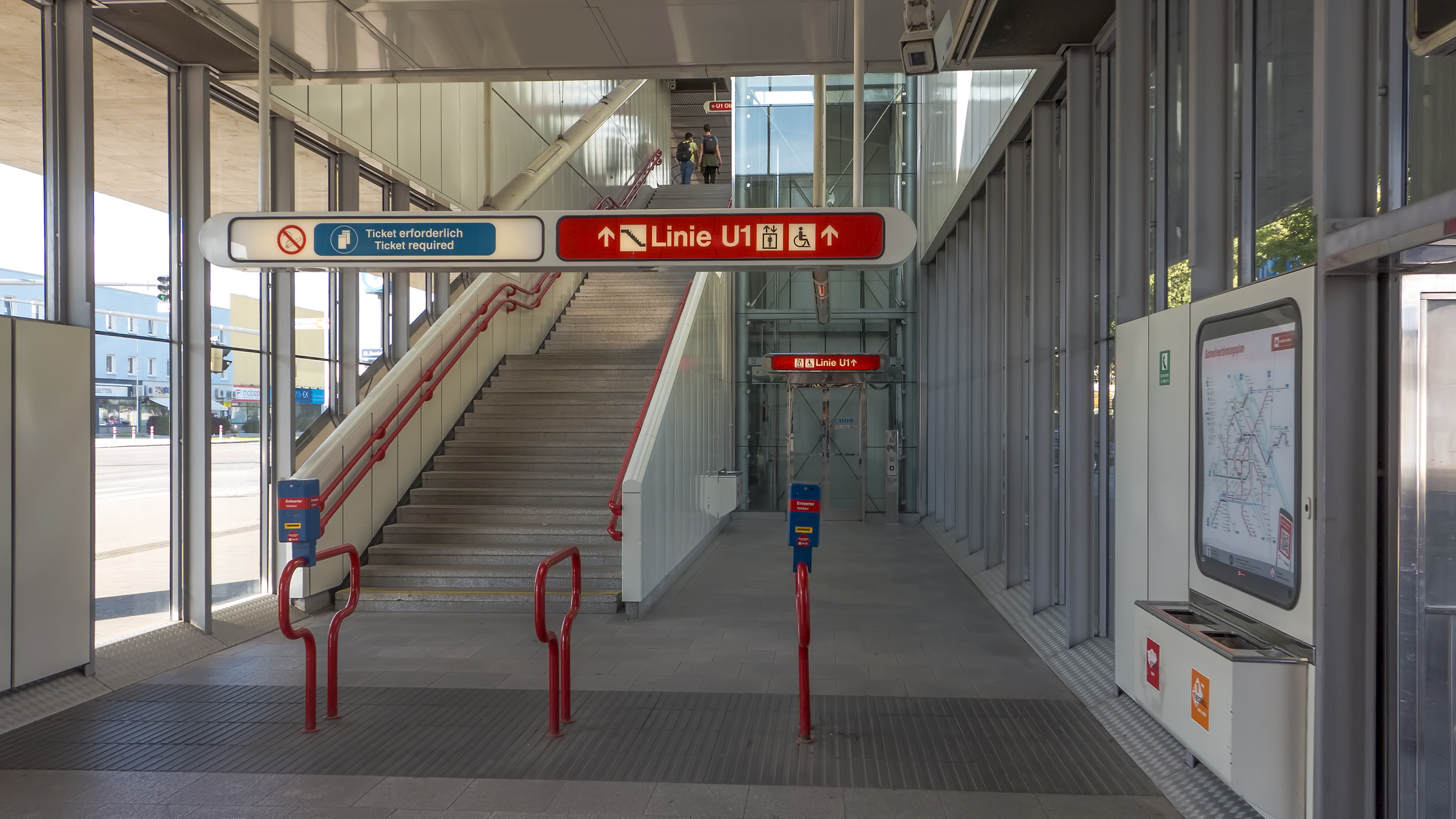
Im Aufnahmsgebäude
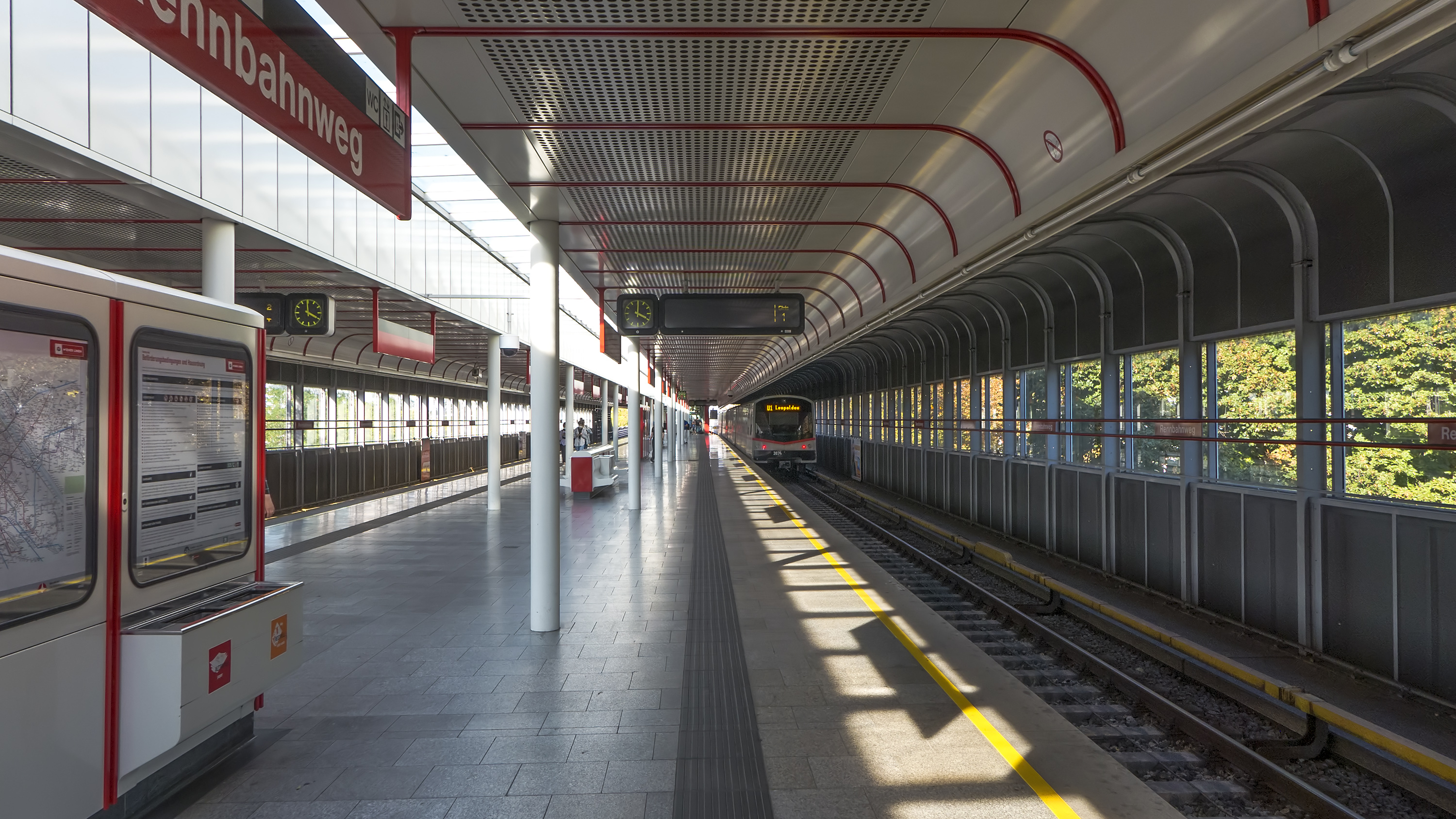
Bahnsteige der Station
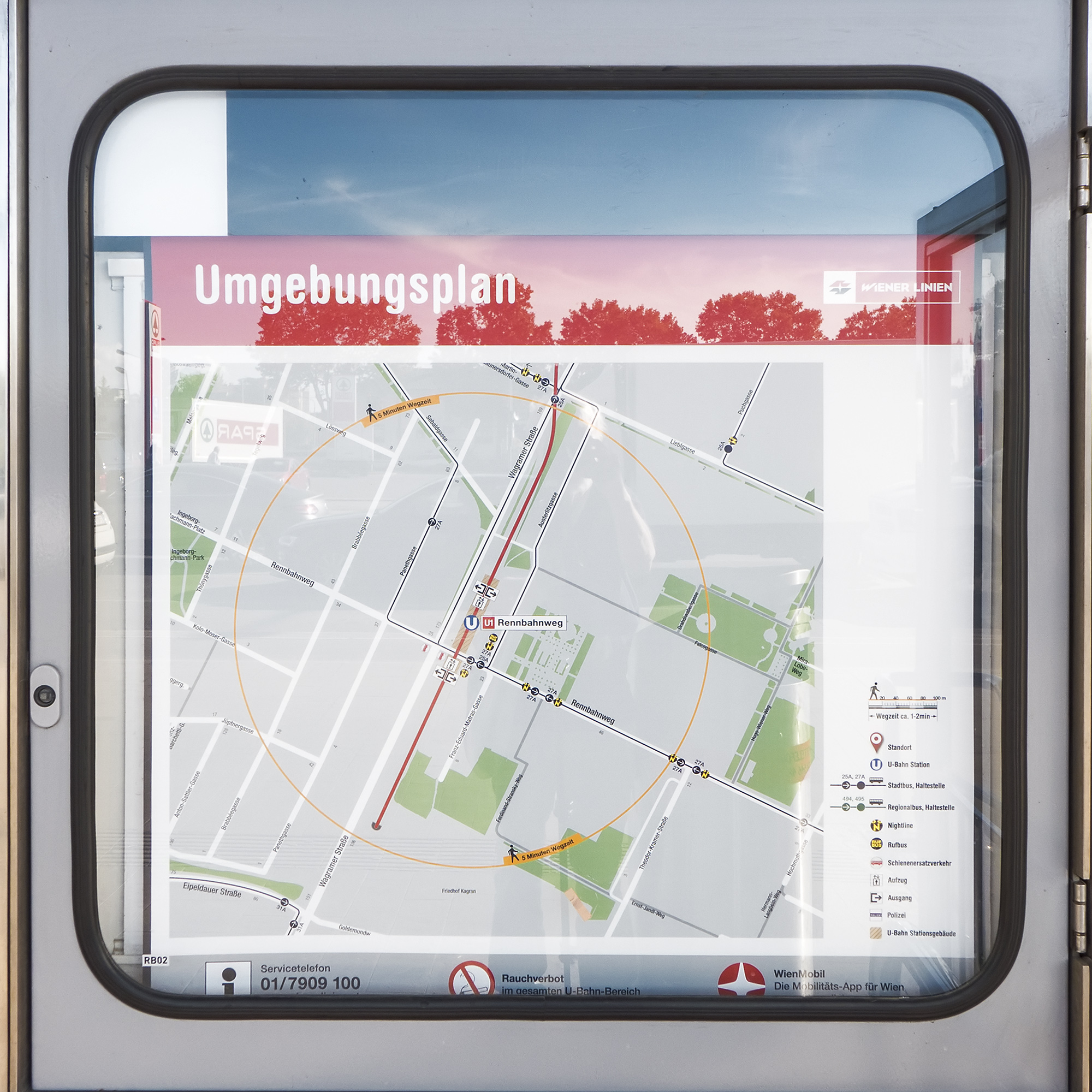
Umgebungsplan